# Kirchzarten
Kirchzarten település Németországban, azon belül Baden-Württembergben. Lakosainak száma 10 326 fő (2023. december 31.).

## Népesség
A település népessége az elmúlt években az alábbi módon változott:
| Lakosok száma | 7909 | 9770 | 9784 | 9830 | 9740 | 10 030 | 10 252 | 10 326 |
|               | 1975 | 2010 | 2014 | 2017 | 2019 | 2021   | 2022   | 2023   |